# Дж. П. Кін
Дж. П. Кін (англ. J. P. Keane; 1880-ті — приблизно 1920-ті) — колишній австралійський тенісист.
Перемагав на турнірах Великого шолома в парному розряді.

## Фінали турнірів Великого шолома

### Парний розряд (1 перемога)
| Результат | Рік  | Турнір              | Покриття | Партнер     | Суперники                | Рахунок            |
| --------- | ---- | ------------------- | -------- | ----------- | ------------------------ | ------------------ |
| Перемога  | 1909 | Чемпіонат Австралії | Трава    | Ерні Паркер | Том Крукс Ентоні Вілдінґ | 1–6, 6–1, 6–1, 9–7 |